# 大量保有報告書
大量保有報告書（たいりょうほゆうほうこくしょ）とは、金融商品取引法に基づき、上場会社の株券等や投資証券等を5%を超えて保有した場合に大量保有開示制度に基づいて内閣総理大臣（金融庁）に提出が義務付けられる法定書類のこと。5%ルールとも呼ばれる。

## 根拠法令
- 提出根拠法令：金融商品取引法（以下、「法」） 第27条の23、金融商品取引法施行令（以下、「施行令」） 第14条の4等
- 提出様式及び内容の根拠：株券等の大量保有の状況の開示に関する内閣府令（以下、「府令」）

### 提出の義務
- 金融商品取引所に上場され、又は店頭売買有価証券である株券関連有価証券の発行者である法人が発行する対象有価証券（対象有価証券を表示するものを含み、「株券等」（※）という）を発行済総数の5%を超えて保有した者は、5営業日以内に大量保有報告書を提出しなければならない（金融商品取引法27条の23第1項）。このように、提出義務が発生するためには、株券等の発行者が上場等していることは必要だが、株券等自体が上場等されていることまでは不要であるため、例えば、上場会社の発行する、非上場の種類株式の保有についても提出義務が生じ得る。

（※）株券、新株予約権証券、新株予約権付社債券、投資証券など（金商法施行令14条の5の2、14条の4の2）

#### 特例報告
証券会社（金融商品取引業者）、銀行、信託会社等といった機関投資家は、そもそも株券等の買付・売付をその事業とするため、5営業日以内に大量保有報告書を提出しなければならないとされる場合に当該事業に係る事務手続きが煩雑になることから、一定の要件を満たせば基準日時点における報告でよいとされており、これを特例報告という。

##### 根拠法令
- 法 第27条の26
- 施行令 第14条の8の2第2項

##### 基準日
以下の組合せのうちから、特例対象株券保有者が届出で選択できる。
- 各月の第2・第4月曜日（第5月曜日がある場合には、第2・第4・第5月曜日）
- 各月の15日・末日（当該日が土曜日の場合はその前日、日曜日の場合はその前々日）

### 報告書の内容（第1号様式を例に）
1. 発行者に関する事項
2. 提出者に関する事項
  1. 提出者の概要
  2. 保有目的
  3. 重要提案行為等
  4. 上記提出者の保有株券等の内訳
  5. 当該株券等の発行者の発行する株券等に関する最近60日間の取得又は処分の状況
  6. 当該株券等に関する担保契約等重要な契約
  7. 保有株券等の取得資金
3. 共同保有者に関する事項
  1. 共同保有者の概要
  2. 上記共同保有者の保有株券等の内訳
4. 提出者及び共同保有者に関する総括表
  1. 提出者及び共同保有者
  2. 上記提出者及び共同保有者の保有株券等の内訳

## 変更報告書

### 概要
大量保有報告書を提出した後、株券等保有割合が1%以上増減した場合や、その株式を担保に差し入れるなどの事由が発生した場合、保有目的が変更となった場合その他の大量保有報告書に記載すべき重要な事項の変更が生じた場合には、5営業日以内に変更報告書を提出しなければならない（法27条の25第1項）。
一度株券等保有割合が5%以下の変更報告書を提出した後には、変更報告書の提出は義務付けられないが、その後株券等保有割合が5%を超えた場合には、新たに大量保有報告書を提出する義務を負う。

### 根拠法令
- 法 第27条の25

#### 短期大量譲渡
株券等保有割合が減少したことによって変更報告書を提出する場合で、短期間に大量の株券等を譲渡したものとされる場合は、「譲渡の相手方」（不明である場合にはその旨及び理由）を追加して記載した変更報告書の提出が必要となる。短期大量譲渡は、譲渡時点の株券等保有割合が、当該譲渡の日の前60日間における最高の株券等保有割合（但し、60日以上前の割合が基準となることもある）の2分の1未満となり、かつ、当該最高の株券等保有割合から5%を超えて減少した場合をいう。

##### 根拠法令
- 法 第27条の25第2項
- 施行令 第14条の8
- 府令 第10条

##### 報告書の内容の違い
短期大量譲渡の場合に作成する変更報告書は第1号様式の「第2提出者に関する事項（5）当該株券等の発行者の発行する株券等に関する最近60日間の取得又は処分の状況」に代えて第2号様式により記載することとなる。

## 訂正報告書

### 概要
大量保有報告書又は変更報告書の内容が事実と相違していたり、記載すべき重要な事項や誤解を生じさせないために必要な重要事実の記載がされていないか不十分であると認められるときは、訂正報告書を提出しなければならない。

### 根拠法令
- 法 第27条の25第4項

## 開示期間

### 概要
- 内閣総理大臣は、大量保有報告書等（変更報告書・訂正報告書を含む）を受理した日から5年間、公衆の縦覧に供さねばならないことから、5年間開示される。
- 金融商品取引所も、大量保有報告書等の写しを事務所に備え置き、送付を受けた日から5年間、公衆の縦覧に供さねばならない。

### 根拠法令
法第27条の28

## 罰則等
法に定める罰則等は以下のとおり。
- 報告書の不提出：懲役5年以下、500万円以下の罰金（法第197条の2第5号）
- 虚偽の報告書の提出：懲役5年以下、500万円以下の罰金（法第197条の2第6号）
- 虚偽の報告書の写しの提出：懲役1年以下、100万円以下の罰金（法第200条第11号）
- 訂正報告書の不提出：懲役1年以下、100万円以下の罰金（法第200条第12号）
- 報告書の写し不提出：懲役6月以下、50万円以下の罰金（法第205条第3号）
- 上記のほか、行政処分である課徴金納付命令を受けることがある。